# Georg Bednorz
Johannes Georg Bednorz (Neuenkirchen, 16 mei 1950) is een Duits natuurkundige die in 1987 samen met Alex Müller de Nobelprijs voor de Natuurkunde ontving voor hun werk in hogetemperatuursupergeleiding.

## Biografie
Georg Bednorz werd geboren in Neuenkirchen (Noordrijn-Westfalen) als vierde kind van de onderwijzers Anton en Elisabeth Bednorz, beide afkomstig uit de voormalige Duitse regio Silezië. Vanaf 1968 studeerde hij mineralogie aan de universiteit van Münster, waar hij in 1976 afstudeerde. In 1982 promoveerde hij aan het Zwitserse Federaal Instituut of Technologie (ETH Zürich), onder begeleiding van professor Heini Gränicher en Alex Müller.
Datzelfde jaar ging hij werken bij het IBM onderzoekslaboratorium in Zürich, waar hij toetrad tot Müllers onderzoek naar supergeleiding – metalen en legeringen waarvan de elektrische weerstand verdwijnt bij temperaturen rond het absolute nulpunt. In 1983 begonnen Bednorz en Müller een systematische studie uit te voeren naar de elektrische eigenschappen van perovskieten, keramische materialen bestaande uit mengsels van diverse metaaloxides, in de hoop dat ze geschikt zouden zijn als supergeleider bij hogere temperaturen.
Op 27 januari 1986 ontdekten ze supergeleiding in lanthaan-barium-koperoxide (La3-Ba3-Cu6-O16, afgekort tot LBCO); de kritische temperatuur (Tc) van deze oxide was 35 kelvin (-238 °C), meer dan tien graden boven alle eerdere supergeleiders.
Aanvankelijk waren vele wetenschappers sceptisch over hun resultaten, totdat researchteams van de universiteit van Tokio, de universiteit van Houston en Bell Laboratories de resultaten konden bevestigen. Hun ontdekking zorgde voor een enorme opleving in het onderzoek naar hogetemperatuursupergeleiding naar samenstellingen vergelijkbaar met LBCO, zoals de ontdekking van BSCCO (Tc=107 K) en YBCO (Tc=92 K).
De ontdekking ging ook het Nobelcomité niet voorbij. Terwijl Nobelwinnaars soms jaren moeten wachten op erkenning, werden Bednorz en Müller al in het jaar na hun ontdekking onderscheiden met de Nobelprijs voor Natuurkunde. Ondanks hun ontdekking in de jaren 1980 is een algemeen aanvaarde theoretische verklaring van deze vorm van supergeleiding nog steeds niet gevonden.